# Antonio María Delgado Briceño
Antonio María Delgado Briceño (Táriba, Venezuela, 1869-Caracas, 16 de agosto de 1921). Es conocido como pianista, violinista y compositor venezolano. Fue bisnieto de María del Carmen Ramírez de Briceño, la heroína del Táchira. Fue el fundador del Liceo Táchira en el que organizó, dirigió y doto de instrumentos musicales a la banda de dicha institución. Entre sus obras se conocen algunas como una Marcha Militar, sueño de artista (vals) y quejas del alma (vals del presente vídeo), el mismo fue estrenado en la retreta de la banda del estado un jueves 21 de octubre de 1915. este compositor parece ser un personaje importante en el Táchira, no sólo se debe a su música sino también a su genealogía y su papel como abogado, funcionario público e institutor.